# HD 106906 b

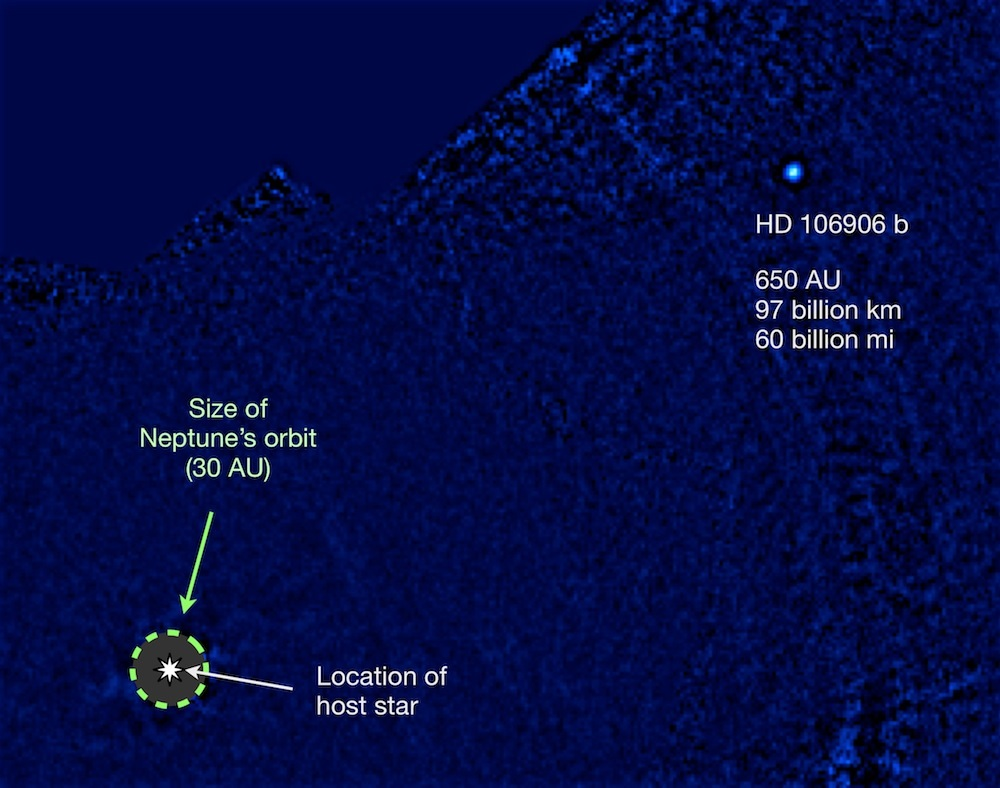
Зображення відкриття. Зоря HD 106906 представлена схематично в лівому нижньому кутку. Пунктиром для порівняння відзначена орбіта Нептуна радіусом в 30 а. е. Планета HD 106906 b знаходиться у верхньому правому куті на відстані в 650 а. е., що дорівнює 97 млрд км.

HD 106906 b — екзопланета, газовий гігант, відкритий 4 грудня 2013 у зорі HD 106906 в сузір'ї Південний Хрест. Знаходиться на відстані в 300 св. років від Сонця.
HD 106906 b знаходиться на відстані 97 млрд кілометрів (650 а. о.) від батьківської зорі. Найбільш широко прийнята теорія формування зоряних систем, небулярна гіпотеза, не може пояснити таку віддаленість планети від свого світила.
Планета була виявлена завдяки адаптивної системі оптики двох 6,5-метрових Магелланових телескопів (обсерваторія Лас-Кампанас в Чилі), здатної виправляти впливу атмосферних спотворень, що впливають на прохідність світлових хвиль. Самі телескопи перебувають під спільним управлінням Інституту Карнегі, університету Аризони, Гарвардського університету, Мічиганського університету і Массачусетського технологічного інституту.
Подальше вивчення гігантської екзопланети Дуже великим телескопом (VLT) Європейської південної обсерваторії, розташованого в обсерваторії Ла-Сілья (Чилі), показало, що планета ще зберегла тепло, що залишилося від процесу її формування.
Астрономи підрахували, що вік планети HD 106906 b приблизно в 350 разів менше віку нашої Землі і складає лише 13 мільйонів років. Поверхня планети дуже спекотна, температура становить 1500 градусів Цельсія (1800 K), і тому планета вивільняє велику частину своєї енергії в інфрачервоному діапазоні.
За допомогою інструменту SPHERE вдалося сфотографувати газопиловий і уламковий диск подвійної зірки HD 106906AB.